# Repercusión de los Panama Papers en Argentina

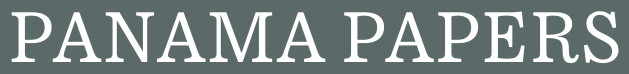
Tipografía usada por el diario Süddeutsche Zeitung desde la primera publicación.

Países con políticos implicados directa o indirectamente en los Panama Papers, incluyendo a la Unión Europea.

La repercusión en Argentina de los Panama Papers o papeles de Panamá
se refiere a las consecuencias que tuvo en Argentina la filtración informativa en medios de prensa de documentos confidenciales de la firma de abogados panameña Mossack Fonseca
conforme la cual existió el ocultamiento de propiedades de empresas, activos, ganancias, con fines que podrían ser de evasión tributaria u otras motivaciones, por parte de personalidades relevantes del país,
mediante la fundación de compañías inscritas en un paraíso fiscal.
En Argentina la difusión de la documentación con la mención de personalidades del país, incluido el propio presidente Mauricio Macri, tuvo repercusiones políticas y denuncias judiciales que en algunos casos se encuentran en curso.

## Los Panama Papers

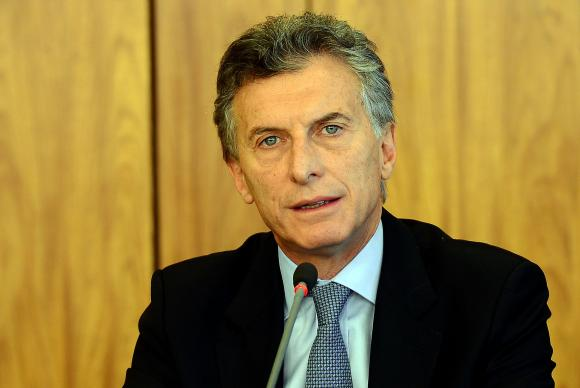
Presidente Mauricio Macri mencionado en los Panama Papers

En 2015, una persona cuya identidad se mantiene en reserva a su pedido se contactó con el periódico alemán Süddeutsche Zeitung manifestando que con el único interés de «hacer públicos estos delitos» entregaría el volumen completo (2,6 terabytes) de información que abarca cuarenta años de los negocios de Mossack Fonseca, aunque la mayor parte del material analizado está referido al periodo entre 2005 y 2015, dejando a cargo del destinatario la selección de lo que se publicaría.
El periódico decidió compartir el material con el Consorcio Internacional de Periodistas de Investigación ICIJ por lo que trabajaron equipos de cerca de 80 países pertenecientes a más de 100 medios, incluyendo en Argentina a un equipo periodístico del diario La Nación; estos equipos ordenaron, clasificaron, validaron y analizaron información durante doce meses antes de publicar los primeros resultados, sin perjuicio de que esas tareas continúan.

## Declaraciones en Argentina sobre las sociedades offshore
El extitular de la Inspección General de Justicia (IGJ) Ricardo Nissen afirmó que las firmas offshore «se hacen para ocultar a los accionistas» y que «lo grave es figurar como director», como es el caso de Macri entre 1998 y 2009.
En un reportaje del diario Página 12 el director de Tax Justice Network (TJN, una ONG dedicada a investigar el accionar abusivo de las guaridas fiscales) John Christensen opinó que «Macri debería demostrar que Fleg es legítima (...) Si un argentino abre una sociedad en las Bahamas, lo más probable es que lo haga para evadir el pago de impuestos».
Por su parte, Silvana Martínez, la abogada experta en sociedades y exfuncionaria de la Inspección General de Justicia (IGJ), atestiguó ante el juez Sebastián Casanello que “la IGJ no inscribe desde el año 2003 sociedades off-shore” y que solo deben inscribirse en Argentina si van a desarrollar negocios en el país. Agregó que los accionistas deberían declararlas en la Administración Fiscal de Ingresos Públicos (AFIP), el organismo encargado de la recaudación impositiva, en la medida que reciban dividendos como accionistas u honorarios o remuneraciones como directores.

## Personas de Argentina mencionadas en las publicaciones

### Mauricio Macri

#### Las denuncias
De los Panama Papers surgió que el presidente de Argentina Mauricio Macri fue director en las sociedades Fleg Trading Ltd, registrada en las islas Bahamas desde 1998 y con funcionamiento hasta 2009. En este contexto y aunque no forma parte de los documentos filtrados porque no se fundó con ayuda de Mosseck Fonseca, apareció una segunda empresa vinculada al presidente Macri, Kagemusha SA, integrada en mayo de 1981 y que todavía está activa según el Registro Público de Panamá.
Luego de conocerse la información, según el sitio web El Destape expertos en asuntos de lavado de dinero reclamaron se investigue el rol de Macri en un supuesto ilícito.
La oposición pidió investigar al titular del ejecutivo desde el Congreso.
El 7 de abril, el fiscal Federico Delgado decidió impulsar la imputación penal contra el presidente Mauricio Macri por presunta "omisión maliciosa" en su declaración jurada, a raíz de la denuncia realizada por el diputado del Frente para la Victoria Darío Martínez que se basa en los documentos filtrados. La causa quedó a cargo del juez Sebastián Casanello.

#### Explicaciones de Macri
El presidente Mauricio Macri reconoció su vinculación con las dos sociedades mencionadas por los Panama Papers y afirmó que se trata de una empresa familiar, que ocasionalmente habría dirigido y que nunca tuvo ni tiene una participación en el capital de esa sociedad, razón por la cual no estaban su declaración jurada patrimonial y que era director nominal ya que las mismas fueron creadas por su padre, quien sí la incluía en su declaración jurada de bienes.>
El juez en lo Civil Andrés Fraga, quién más tarde sería denunciado por dicho fallo, e investigado por su posible actuación irregular convalidó la versión propuesta por Macri acerca de la sociedad Fleg Trading Ltd, de Bahamasde que solo aceptó el cargo de director para el que fue designado  efecto de designar a un reemplazante y renunciar y que en Kagemusha, de Panamá, no aceptó siquiera tácitamente el cargo de director para el que fue designado por Franco Macri y que no fue socio o accionista,  ni percibió de ellas dividendos, utilidades ni ganancias no participó en las decisiones empresarias ni en negocio alguno ni fue titular o cotitular de alguna cuenta corriente bancaria de las mismas. Mientras escribía su fallo  el juez Fraga concursaba para su ascenso, su expediente estuvo congelado durante meses, pero luego de desligar a  Macri su expediente reactivó y quedó en manos de Pablo Tonelli, diputado PRO. Siendo ascendido por el propio Mauricio Macri.
Un pedido de investigación de la jueza Marcela Pérez Pardo, que integra la Cámara Nacional de Apelaciones en lo Civil, acerca de una posible actuación irregular del juez Fraga dado que es un juez civil pero aceptó intervenir en una causa que corresponde al fuero comercial fue desestimada por el Consejo de la Magistratura.

### Néstor Grindetti

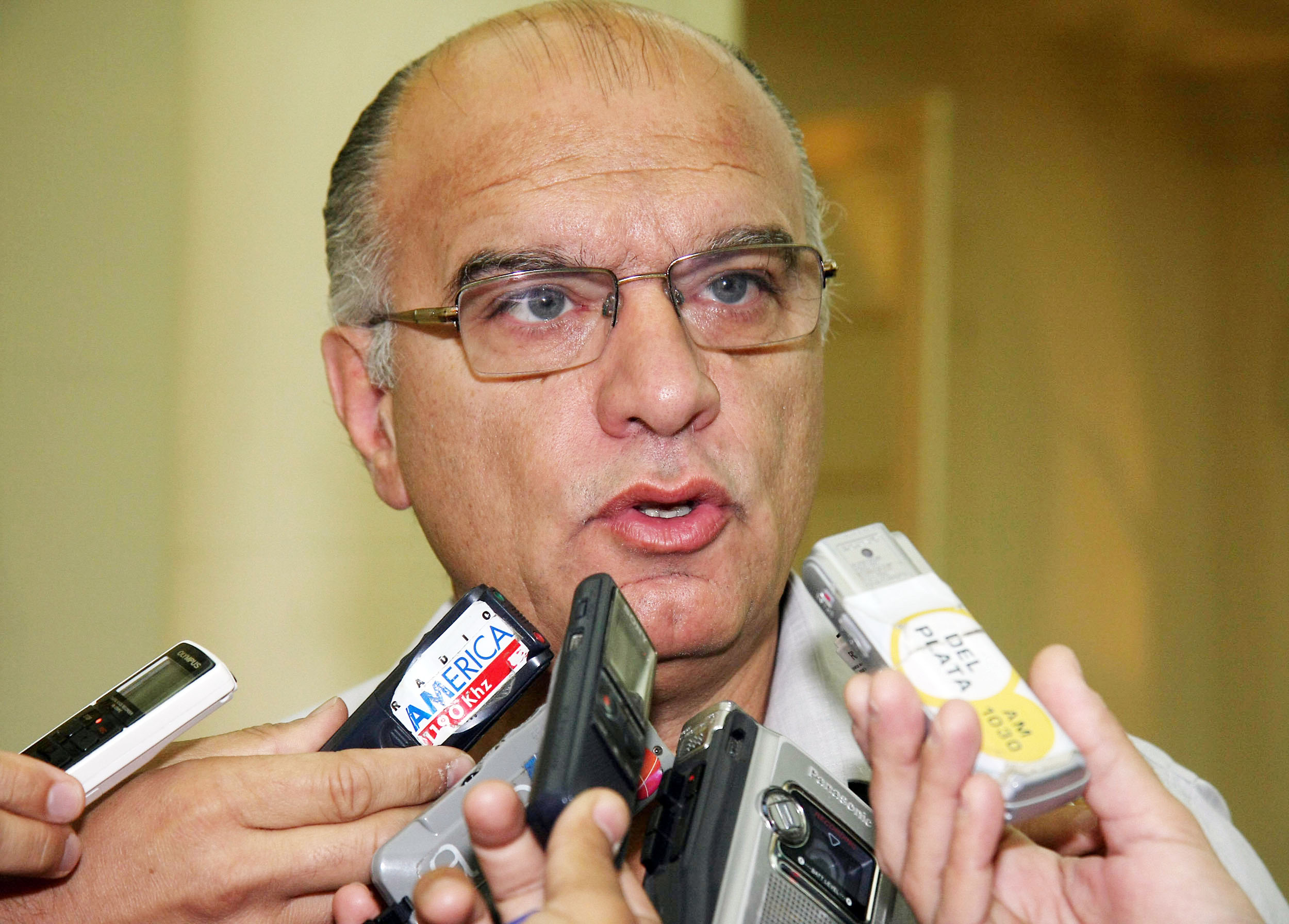
Néstor Grindetti, intendente de Lanús que es mencionado en los Panama Papers

Igualmente figura Néstor Grindetti, intendente de Lanús y exministro de Hacienda de Buenos Aires durante el gobierno de Macri
como poseedor de un poder de la empresa Mercier International SA, constituida en Panamá en 2010, que operó hasta 2013. Grindetti respondió a través de su vocero Fabián Fernández que poseía el mencionado poder con el fin de realizar una inversión en el exterior que finalmente no se concretó, entre otras razones, «por el cepo cambiario». Fernández aseguró que Grindetti no llegó a poner dinero en la sociedad y, como no tuvo movimientos de fondos ni activos, no la incluyó en sus declaraciones juradas.
La diputada Elisa Carrió, aliada del oficialismo al que también pertenece Grindetti, declaró que «no tiene explicación, siempre sospeché que era un corrupto y no me equivoqué». El fiscal de instrucción Martín Niklison denunció a Néstor Grindetti, por supuesta ocultación de las empresas off shore cuando ambos eran funcionarios del Gobierno porteño. En abril de 2021 Grindetti todavía no había sido citado a declarar en la causa.

### Alejandro Burzaco
Días después de las primeras publicaciones, el diario La Nación confirmó que Alejandro Burzaco, imputado en 2015 por la justicia de los Estados Unidos en el Caso de corrupción de la FIFA aparece en los documentos de Panamá relacionado con múltiples firmas offshore a través de las cuales habría pagado más de u$s370 millones en sobornos a dirigente de Confederación Sudamericana de Fútbol.

## Otros empresarios argentinos mencionados
Algunos de los empresarios más importantes mencionados en los PP son: Argentina es mencionada en 270 firmas offshore, más 1200 argentinos  son directivos u accionistas en paraísos fiscales.
- Héctor Magnetto (1944-), CEO del Grupo Clarín
- Amalia Lacroze de Fortabat (1921-2012), dueña de la empresa de cemento Loma Negra.
- Gregorio Pérez Companc (1934-)
- Carlos Blaquier, Alejandro Blaquier, Carlos Herminio Blaquier, Agustina Blaquier, María Blaquier, Carlos Alberto Blaquier, Milagro Blaquier y María Marta Taquini
- Francisco de Narváez (político y empresario colombiano, dueño de las tiendas Casa Tía, exdiputado nacional).
- Matías Garfunkel (empresario del Grupo 23).
- Luis, Mario y Lilia Pagani (dueños de Arcor)
- Alfredo Coto (dueño de la cadena de supermercados).
- Mastellone Hnos. (empresarios, dueños de la industria láctea La Serenísima).
- Alejandro, Carlos y María de las Mercedes Bulgheroni
- Eduardo Eurnekian (empresario), su sobrino Martín Eurnekian y su exsocio Marcelo Korzin (empresario).
- Miguel Madanes (empresario, dueño de Aluar).
- Alejandro Roemmers (empresario farmacéutico).
- Daniel Carlos Garbarino (empresario).
- Alejandro Daniel Muñoz. fallecido en 2016
- Claudio Belocopitt (empresario, presidente del Swiss Medical Group, dueño de América TV y La Red).
- Antonio Tabanelli (fundador de Boldt SA, dedicada a la explotación de juegos de azar), y su hija Rosana Tabanelli.[34]
- Daniel Angelici Presidente de Boca Juniors[35]

## Otros políticos implicados
- Waldo Wolff, diputado nacional de Cambiemos
- Daniel Ivoskus, diputado bonaerense de Cambiemos
- Gerónimo Venegas, dirigente sindical afín al macrismo.[36]
- María Sol Ascónape, esposa del ex Secretario General de la Presidencia Fernando de Andreis.[37]
- Claudio Avruj, ex Secretario de Derechos Humanos de la Nación.[38]

## Entorno presidencial
- Gianfranco Macri, hermano del presidente Mauricio Macri, poco después blanqueo 63.5 millones de dólares gracias a una ley que promovió el gobierno de su hermano, Mauricio Macri.[39]
- Mariano Macri, hermano del presidente argentino, sus cuentas fueron descubiertas cuando Alemania detectó movimientos sospechosos de presunto lavado o evasión en sus cuentas bancaria; la Fiscalía de Hamburgo reportó a Gianfranco y Mariano Macri, quienes aparecen vinculados a maniobras societarias y de dinero de las sociedades creadas en Panamá y Uruguay, en combinación con activos depositados en el banco UBS Deutschland.[40]
- Franco Macri, padre del presidente argentino, actualmente investigado por el fiscal federal Federico Delgado por presunto lavado de dinero[41]

### Otras repercusiones
La oposición pidió investigar al titular del ejecutivo desde el Congreso y reclamó la renuncia de Laura Alonso, titular designada por el presidente en la Oficina Anticorrupción, quien habría defendido el uso de cuentas en paraísos fiscales por parte de Macri.
Luego de realizar esta defensa, Alonso fue criticada por diversos políticos, afirmando que debería ser la primera en exigir transparencia por parte de los servidores públicos. La diputada Margarita Stolbizer denunció que la Oficina Anticorrupción «confunde sus competencias y se convierte en la oficina de defensa de funcionarios y sus secretos».
En tanto la vicepresidenta argentina defendió al presidente implicado, autocalificándose como «talibán de la transparencia».